# جماعت‌های شیکر

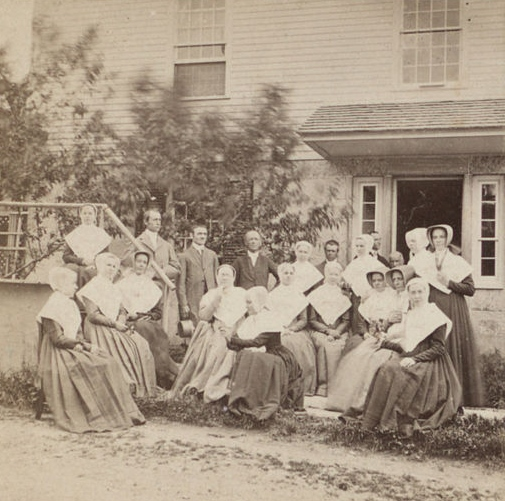
جیمز ای. ایروینگ (۱۸۱۸–۱۹۰۱)، عکس گروهی از شیکرها

جماعت‌های شیکر (انگلیسی: Shaker communities) فرقه ای از مسیحیت هستند که به تجرد، زندگی جمعی، اعتراف به گناه، برابری‌خواهی و آشتی‌خواهی باور دارند. پس از شروع در انگلستان، شیکرها آن کشور را به مقصد مستعمرات انگلیسی در آمریکای شمالی در سال ۱۷۷۴ ترک کردند. شیکرها در اواخر قرن هجدهم و در تمام قرن نوزدهم جوامع متعددی را ایجاد کردند. اولین دهکده‌ها در ایالت‌های بالاایالت نیویورک و ایالت‌های نیوانگلند سازمان‌دهی شدند، و از طریق تلاش‌های میسیونری شیکر، جماعت‌های شیکر در ایالت‌های غرب میانه آمریکا ظاهر شدند. جماعت‌های شیکر توسط اسقف‌های منطقه اداره می‌شدند و در درون جوامع افراد در واحدهای «خانوادگی» گروه‌بندی می‌شدند و برای مدیریت فعالیت‌های روزانه با هم کار می‌کردند. تا سال ۱۸۳۶، هجده جامعه بزرگ و بلندمدت، شامل حدود ۶۰ خانواده، همراه با یک جماعت رو به انقراض در ایندیانا، تأسیس شد. بسیاری از جوامع کوچکتر و کوتاه‌مدت در طول قرن ۱۹ تأسیس شدند، از جمله دو سرمایه‌گذاری ناموفق در جنوب شرقی ایالات متحده و یک جامعه شهری در فیلادلفیا، پنسیلوانیا. شاکرها در دهه ۱۸۴۰ و اوایل دهه ۱۸۵۰ به اوج جمعیت رسیدند و تعداد اعضای آن بین ۴۰۰۰ تا ۹۰۰۰ نفر بود. رشد اعضا از اواسط دهه ۱۸۵۰ شروع به رکود کرد. 
در آشفتگی جنگ داخلی آمریکا و متعاقب آن انقلاب صنعتی، آیین شیکرها به شدت رو به افول رفت. با کاهش تعداد شیکرهای زنده، کمون‌های شیکر منحل شدند یا دیگر وجود نداشتند. برخی از ساختمان‌ها و مکان‌های آن‌ها به موزه تبدیل شده‌اند و بسیاری از آن‌ها مناطق تاریخی هستند که در فهرست ملی مکان‌های تاریخی قرار دارند. تنها جامعه فعال دهکده شاکر لیک ساباسدی در مِین است که از حداقل سه عضو فعال تشکیل شده‌است.